# ونج
وَنْج جماعت (دهستان) و شهرکی در جنوب شرقی کشور تاجیکستان است که در ناحیهٔ ونج ولایت مختار کوهستان بدخشان قرار دارد. جمعیت این جماعت ۹۸۰۴۲ است.